# Blue Cheese & Coney Island
Blue Cheese & Coney Island — другий студійний альбом американського репера Bizarre, виданий 23 жовтня 2007 р. лейблом Koch Records. Платівка містить пісні, записані з участю King Gordy, K.B., Kuniva, Tech N9ne та ін. На «Fat Boy», «So Hard» та «Got This Addiction» існують відеокліпи. 
Виконавець назвав свій альбом так з двох причин: під Blue Cheese йдеться про синій сир, який є дуже популярним в Атланті, куди на той час переїхав жити Bizarre; під Coney Island — Коні Айленд, відомі детройтські хот-доги з яловичим фаршем та цибулею. На думку репера, платівка відображає серйозний та комічний боки його особистості.

## Список пісень
| #   | Назва                                                             | Продюсер           | Тривалість |
| --- | ----------------------------------------------------------------- | ------------------ | ---------- |
| 1.  | «Rock Out» (з участю King Gordy)                                  | Nick Speed         | 3:38       |
| 2.  | «Knock 'Em Out» (з участю King Gordy та Tech N9ne)                | Dub Muzik          | 3:39       |
| 3.  | «So Hard» (з участю Monica Blair)                                 | Silent Riot        | 3:49       |
| 4.  | «Sex Tape»                                                        | Dub Muzik          | 2:39       |
| 5.  | «Animal» (з участю King Gordy та Razaaq)                          | Alphabet           | 3:59       |
| 6.  | «How I Hustle» (з участю 7 Nation та K.B.)                        | Kidd               | 4:23       |
| 7.  | «Welcome 2 the D» (з участю Kuniva, Stretch Money та Young Miles) | Kidd               | 4:45       |
| 8.  | «Get This Money» (з участю Maestro)                               | Silent Riot        | 2:52       |
| 9.  | «Got This Addiction»                                              | Rencen             | 3:04       |
| 10. | «Wicked» (з участю Twizted)                                       | Rencen             | 4:06       |
| 11. | «She's Homeless»                                                  | Kidd               | 3:02       |
| 12. | «Start a Mosh Pit»                                                |                    | 3:35       |
| 13. | «Cakin» (з участю Dub, Gam, Scarchild та King Gordy)              | A Piece of Strange | 5:29       |
| 14. | «G-14»                                                            | Dub Muzik          | 3:41       |
| 15. | «Da Fat Boy Dance» (з участю K.B.)                                | Seige              | 5:05       |
| 16. | «Fat Boy» (з участю King Gordy)                                   | Jake Bass          | 3:53       |